# .gq
.gq је највиши Интернет домен државних кодова (ccTLD) за Екваторијалну Гвинеју.